# Agrotis gravis
Agrotis gravis là một loài bướm đêm trong họ Noctuidae.